# Willie Hollie
Willie Hollie (* 25. April 1934) ist ein ehemaliger US-amerikanischer Dreispringer.
Bei den Panamerikanischen Spielen 1955 in Mexiko-Stadt wurde er Sechster mit 14,96 m.
1956 wurde er US-Meister. Seine persönliche Bestleistung von 15,11 m stellte er am 19. Juni 1955 in Manhattan auf.